# Oberland Zurighese

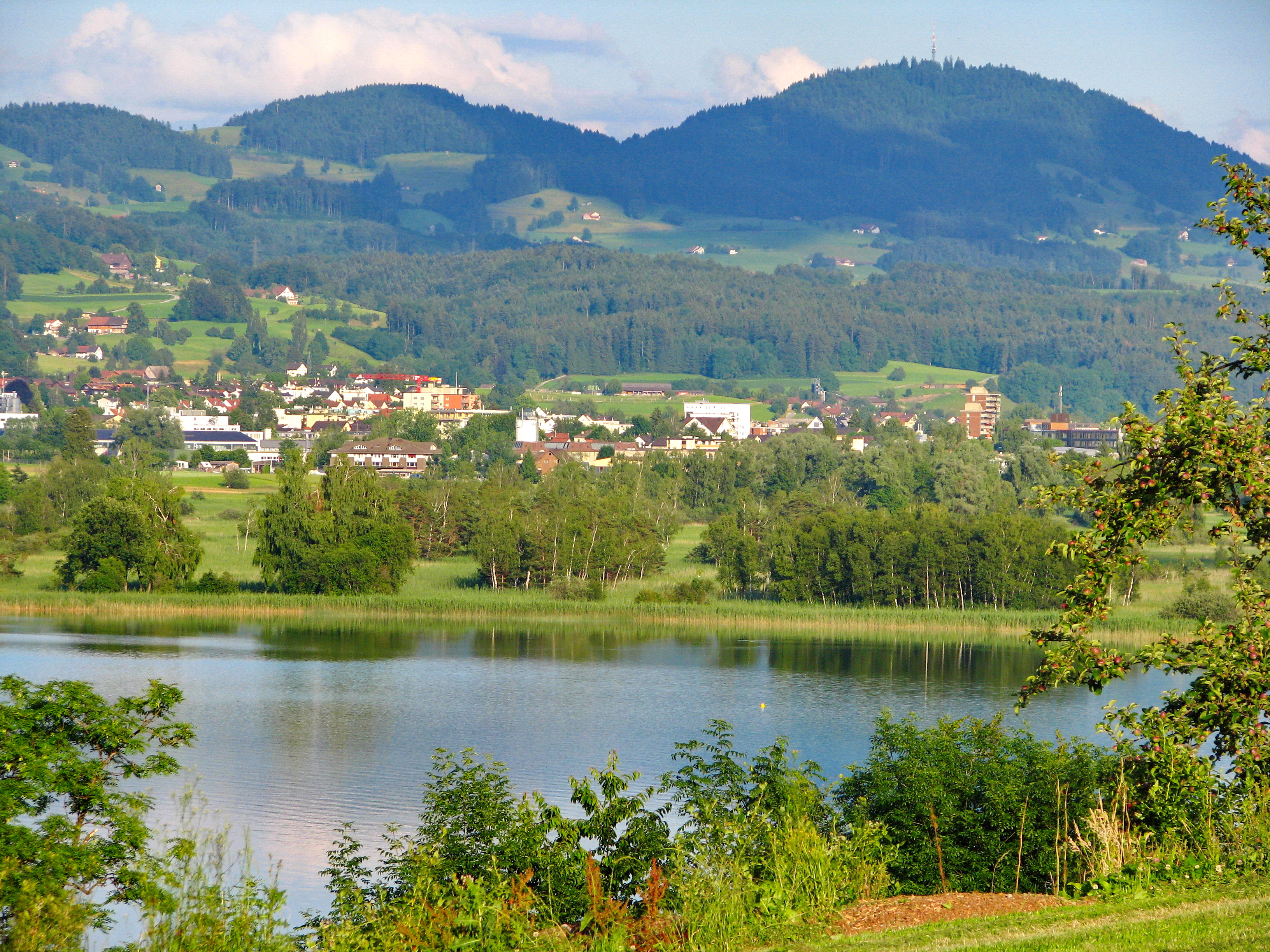
Pfäffikersee, Kempten presso Wetzikon e il Bachtel

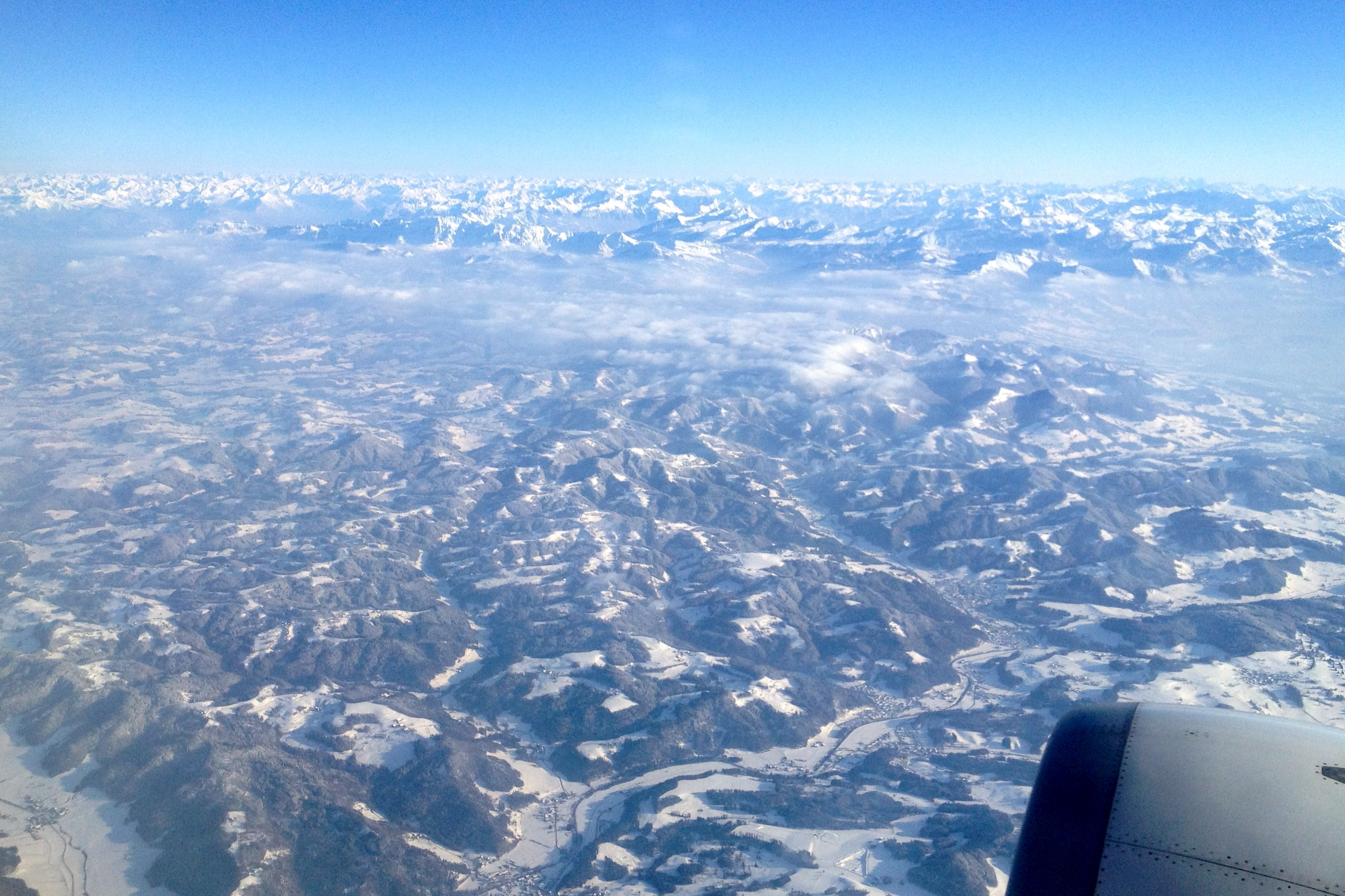
Veduta della Tösstal (in primo piano) verso Sud sino alle Alpi; a sinistra del motore c'è Bauma, a sinistra in basso Oberhofen presso Turbenthal

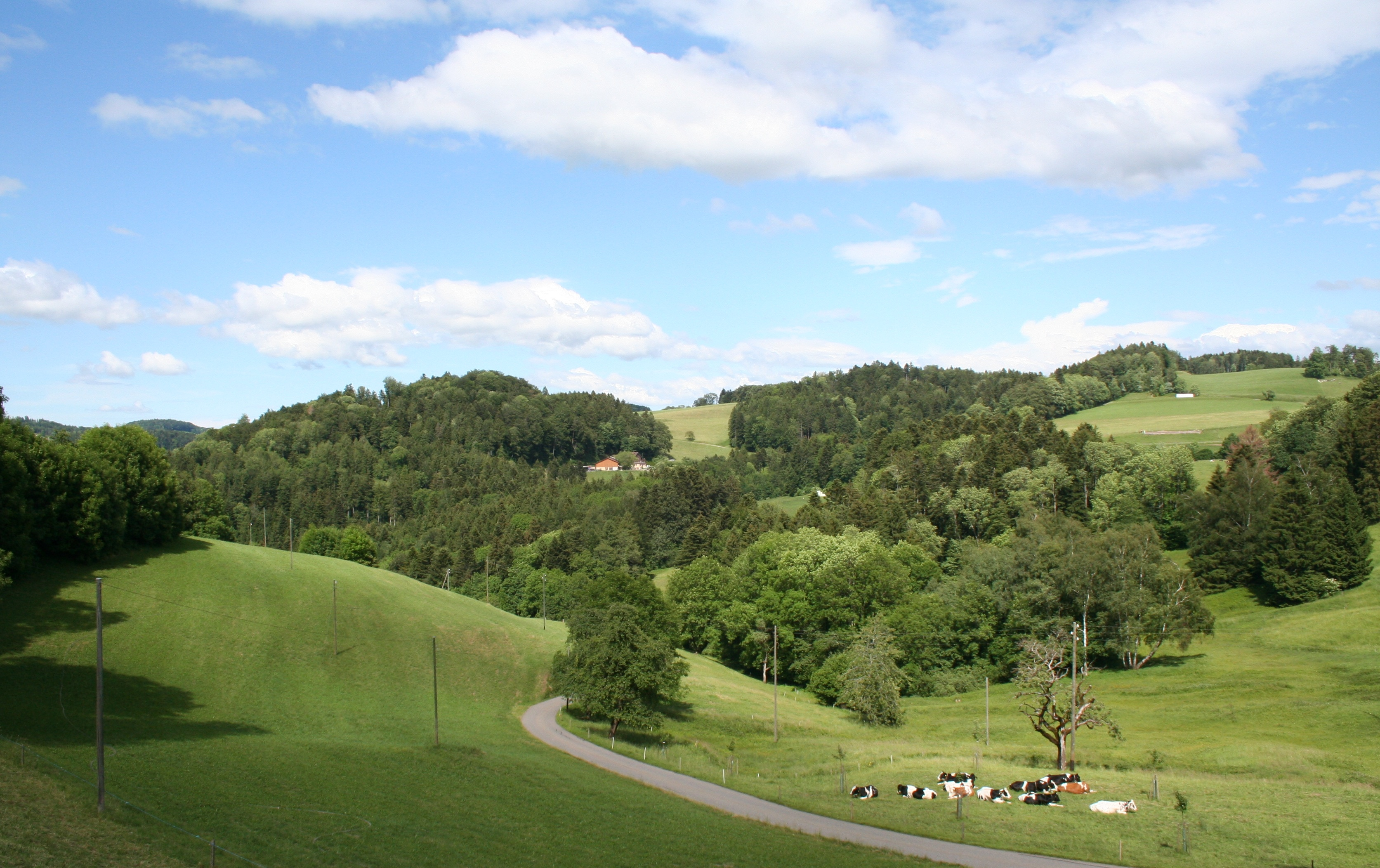
Presso Turbenthal nella Tösstal

L'Oberland Zurighese (Tedesco:"Zürcher Oberland"; svizzero tedesco:"Züri-Oberland", sign. "Le terre alte di Zurigo"), è la parte collinare del sud-est del Canton Zurigo in Svizzera, confinante con il Toggenburg. Esso comprende i distretti di Uster, Hinwil, Pfäffikon così come la Valle della Töss fino al distretto di Winterthur. Dal 1408 al 1452 il territorio cadde a poco a poco sotto il controllo della città di Zurigo. Nel XVIII secolo, la competenza sull'Oberland spettava al Balivo di Grüningen per la parte meridionale, e al Balivo di Kyburg per la parte settentrionale insieme con la maggior parte dell'Unterland Zurighese.
Comuni: Bäretswil - Bauma - Bubikon - Dürnten-Tann - Fällanden -Fehraltorf - Fischenthal - Gossau - Greifensee - Grüningen - Hinwil - Hittnau - Illnau-Effretikon - Maur - Mönchaltorf - Pfäffikon - Russikon - Rüti - Schlatt - Seegräben - Turbenthal - Uster - Volketswil - Wald- Weisslingen - Wetzikon - Wila - Wildberg - Zell.
Destinazioni turistiche notevoli, tra molte altre, sono i laghi di Pfäffikon e di Greifen, la montagna del Bachtel, la valle della Töss e la regione del Pfannenstiel, la fattoria Jucker, il Museo dei dinosauri dell'Aathal, alcuni castelli medievali notevoli (Kyburg, Greifensee, Rapperswil), il Museo di Storia Economica e altri monumenti, così come il vicino Lago di Zurigo intorno a Rapperswil.